# Mont d'Ambin-basistunnel

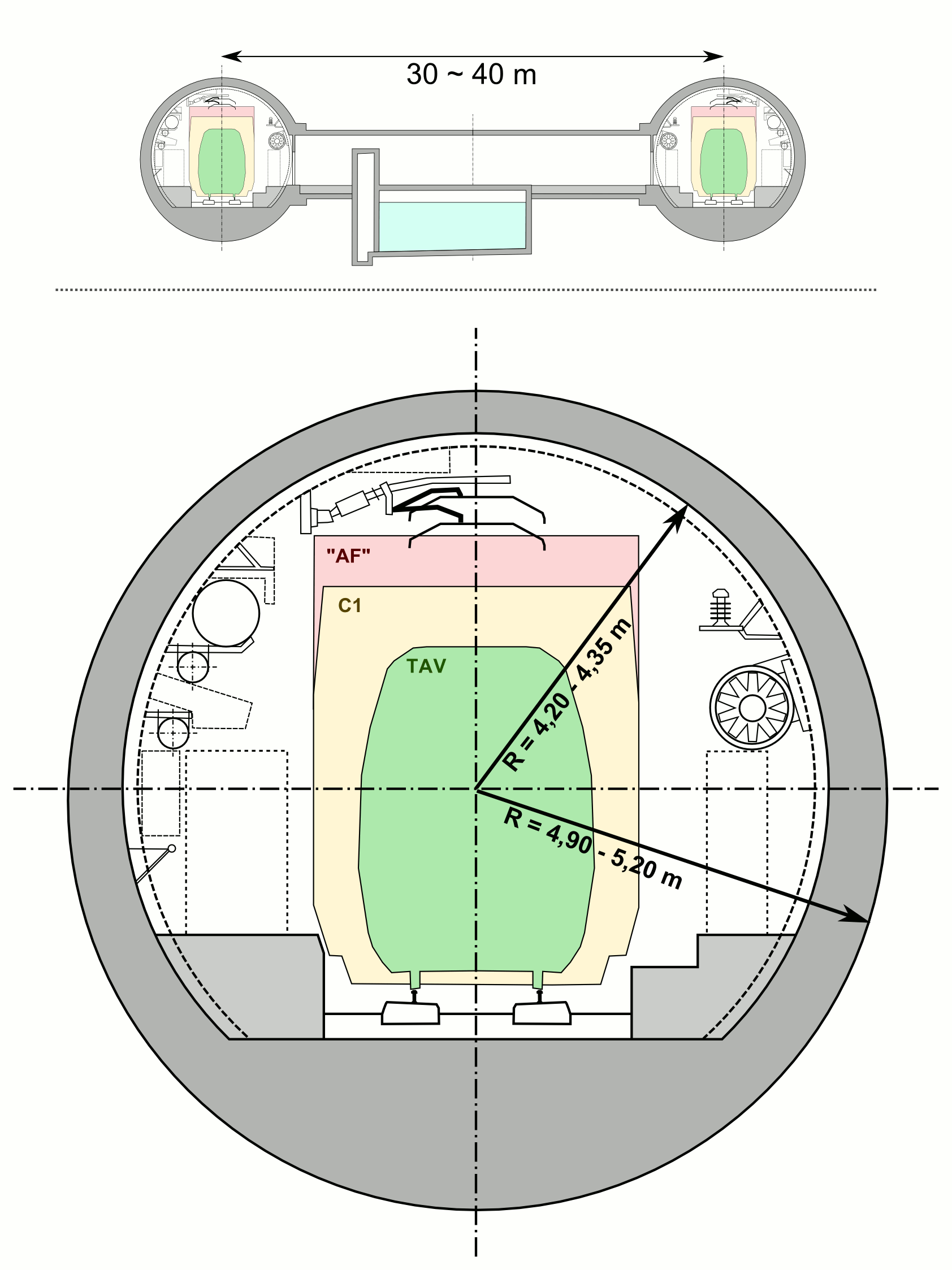
Afmetingen, diameters, profiel van de geplande tunnelkokers.

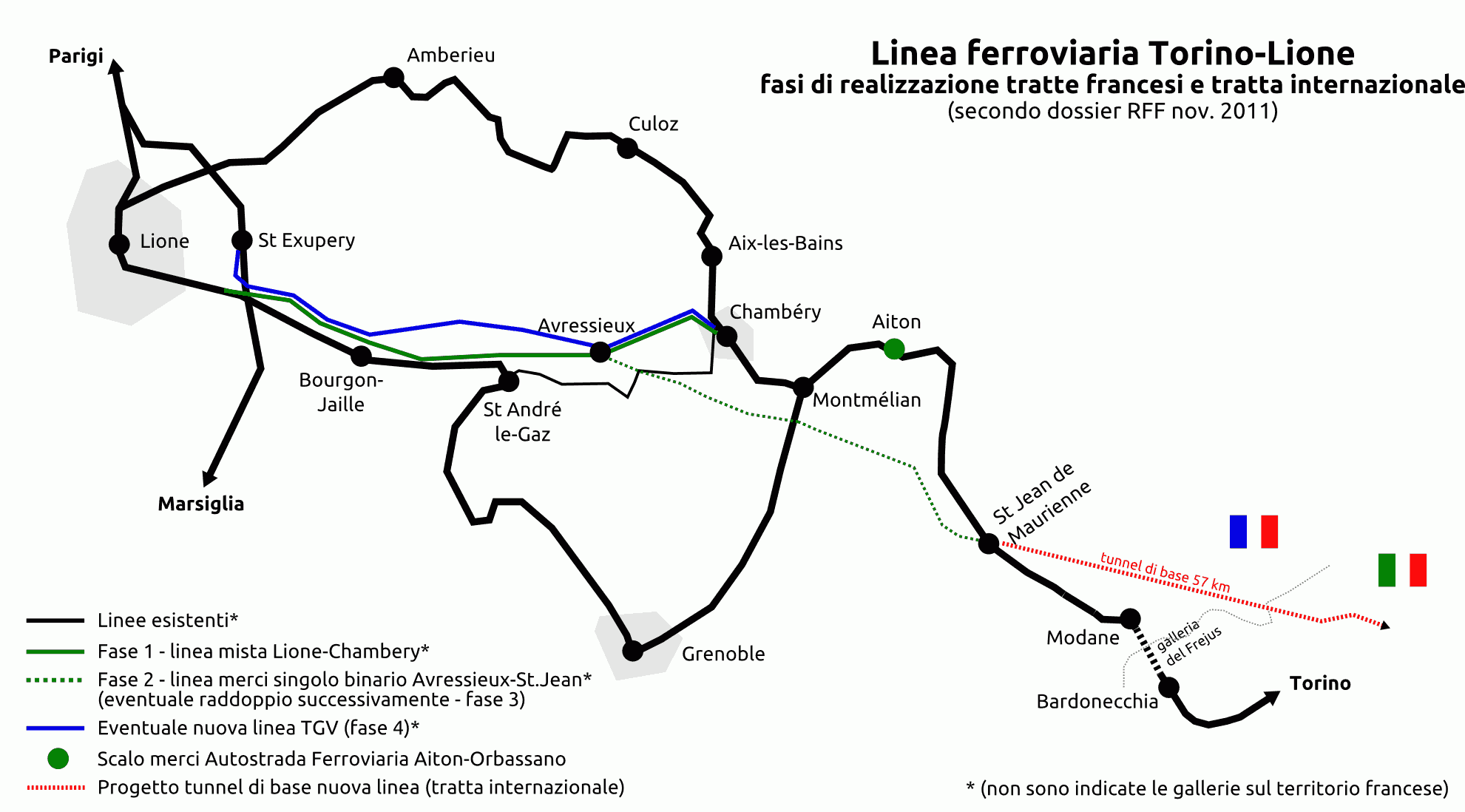
Grafische weergave van het Franse traject met in zwart de bestaande lijn en tunnel

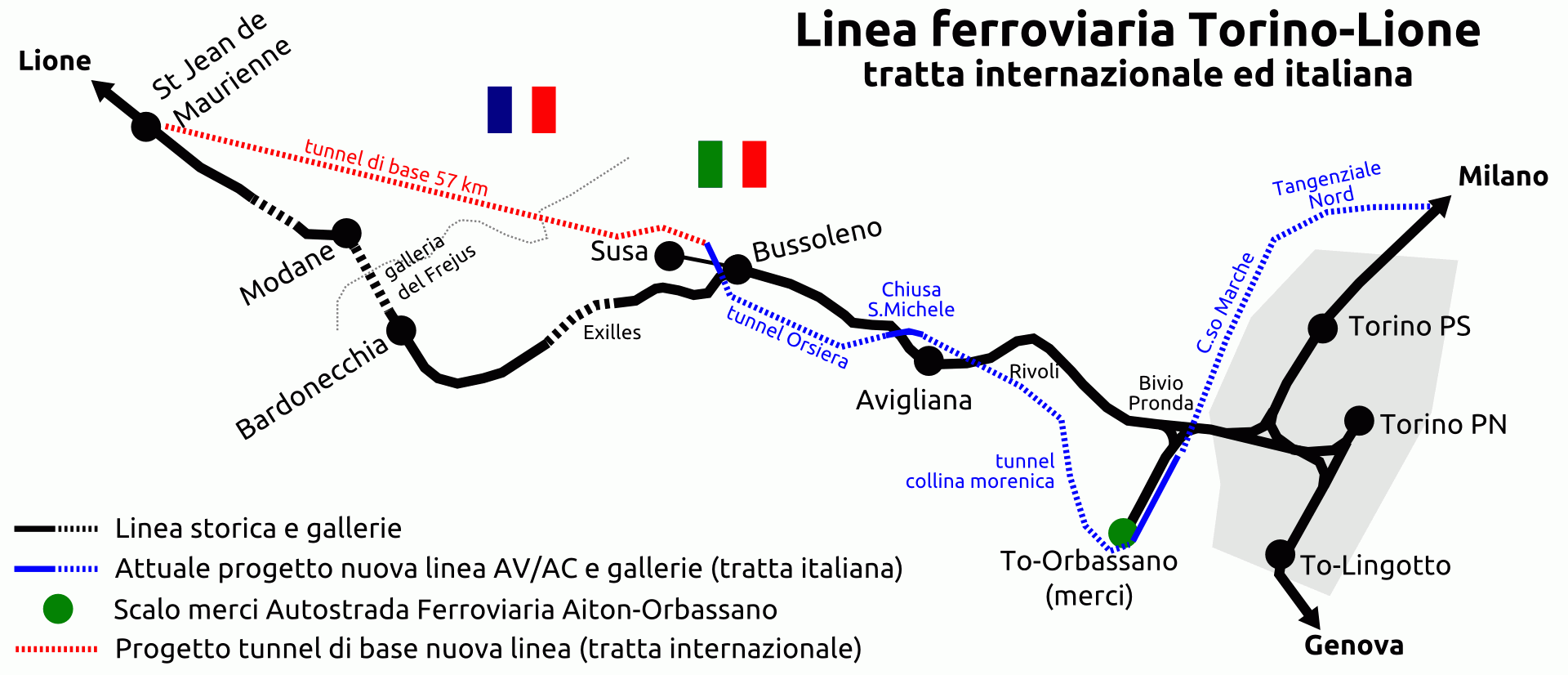
Grafische weergave van het Italiaans traject met in zwart de bestaande lijn

De Mont d'Ambin-basistunnel is een spoorwegtunnel in aanleg, een basistunnel onder de Dents d'Ambin en de Mont d'Ambin op de grens tussen het Franse departement Savoie en de Italiaanse regio Piëmont. De tunnel is een onderdeel van de geplande internationale hogesnelheidslijn tussen Lyon en Turijn waarvan het ook het uitgesproken duurste en bouwtechnisch ingewikkeldste onderdeel vormt. De Mont d'Ambin-basistunnel is de vervanging en capaciteitsuitbreiding van de Fréjustunnel, een spoortunnel uit 1871. Omdat de Mont d'Ambin onderdeel is van het Mont-Cenismassief, wordt hij ook soms Mont Cenis-basistunnel genoemd.

## Kenmerken
De tunnel heeft een geplande lengte van 57,5 kilometer, wat vergelijkbaar is met de Gotthard-basistunnel (57,1 km), de Seikantunnel (54 km) en de Kanaaltunnel (50 km). De Franse tunnelmond ligt in Saint-Martin-de-la-Porte, gelegen in de Maurienne, een vallei die al lang een belangrijke verbindingsroute vormt tussen de twee landen. De Italiaanse tunnelmond wordt voorzien op het grondgebied van de gemeente Susa in de eveneens historische verbindingsvallei Valle di Susa. Specifiek in deze laatste vallei bekwamen actiegroepen dat omwille van natuurbescherming en de bestaande natuurbeschermingszones de tunnel 5,5 km langer moest worden en overeenkomstig verder en lager moest uitmonden in de Valle di Susa, in Susa zelf.
De kostprijs van dit Frans-Italiaans traject werd in januari 2018 geschat op 26 miljard euro, waarvan 8 miljard euro voor de tunnel. Een kost die gedragen wordt door de beide nationale regeringen, met gedeeltelijke financiering door de Europese Gemeenschap die 40% van de totale kost definitief toezegde, en nog onderhandelt over een bijdrage tot 55% van de totale kostprijs. De tunnel zal gebruikt worden door vrachttreinen, en vrachttreinshuttleverbindingen aan een snelheid van 100 km/h en door hogesnelheidstreinen voor passagiersvervoer aan 220 km/h.
Het boren van de tunnels werd in 2022 aangevat, maar de 9 km lange testtunnel die aan Franse zijde werd gerealiseerd bevindt zich met de correcte diameter op de exacte definitieve locatie van de definitieve zuidelijke tunnelkoker, waarvan dus een eerste deel als afgewerkt kan beschouwd worden. Zo'n 45 km van het traject van de geplande tunnel ligt onder Franse bodem, de resterende 12 km onder Italiaanse. In 2023 werd een ingebruikname in 2032 in het vooruitzicht gesteld.

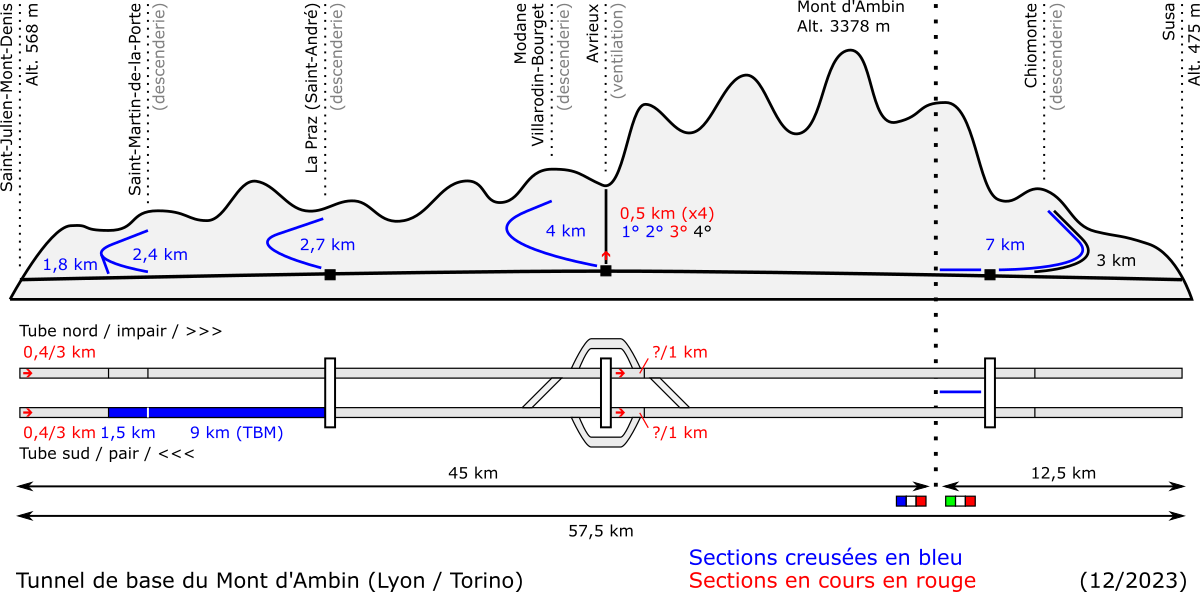
Status tunnelboring juni 2023